# Lada X-Ray
La Lada X-Ray (stilizzato in XRAY) è un'automobile con carrozzeria Crossover SUV prodotta dal fine 2015 dalla casa automobilistica russa Lada.

## Storia

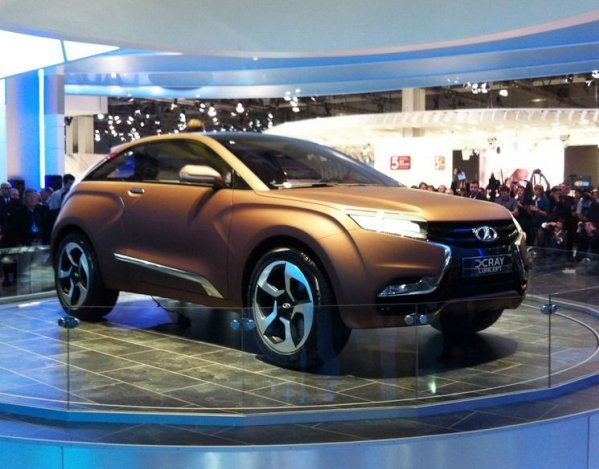
La concept car presentata nel 2012

La presentazione del modello definitivo avviene il 6 novembre 2015 in Russia in un evento dedicato. La produzione parte il 15 dicembre 2015 mentre le vendite in Russia vengono avviate nel febbraio 2015. È il secondo modello sviluppato sotto il nuovo corso stilistico Lada (insieme al modello Vesta). Rispetto ai prototipi, il modello di produzione presenta numerose componenti in comune con la berlina Vesta; nei comunicati ufficiali infatti viene presentata come una vettura con carrozzeria hatchback (due volumi) benché presenti una altezza da terra maggiore (195 mm) tipica da Crossover.
Nel dicembre 2016 parte l’assemblaggio in complete knock down a Öskemen, in Kazakistan nello stabilimento della Asia Auto per essere vendita sul mercato locale; le scocche e i componenti sono inviati dalla fabbrica di Togliatti.
Nel 2018 viene presentata la variante Cross che entra in produzione l’11 ottobre nello stabilimento di Togliatti. La Cross è caratterizzata esteticamente da scudi paracolpi lungo la carrozzeria e assetto rialzato di 20 mm (l’altezza dal suolo è pari a 215 mm).
Il nome X-Ray è un acronimo: X viene inteso come Crossover, R per Recreational, A per Active e Y per Young.

## Design

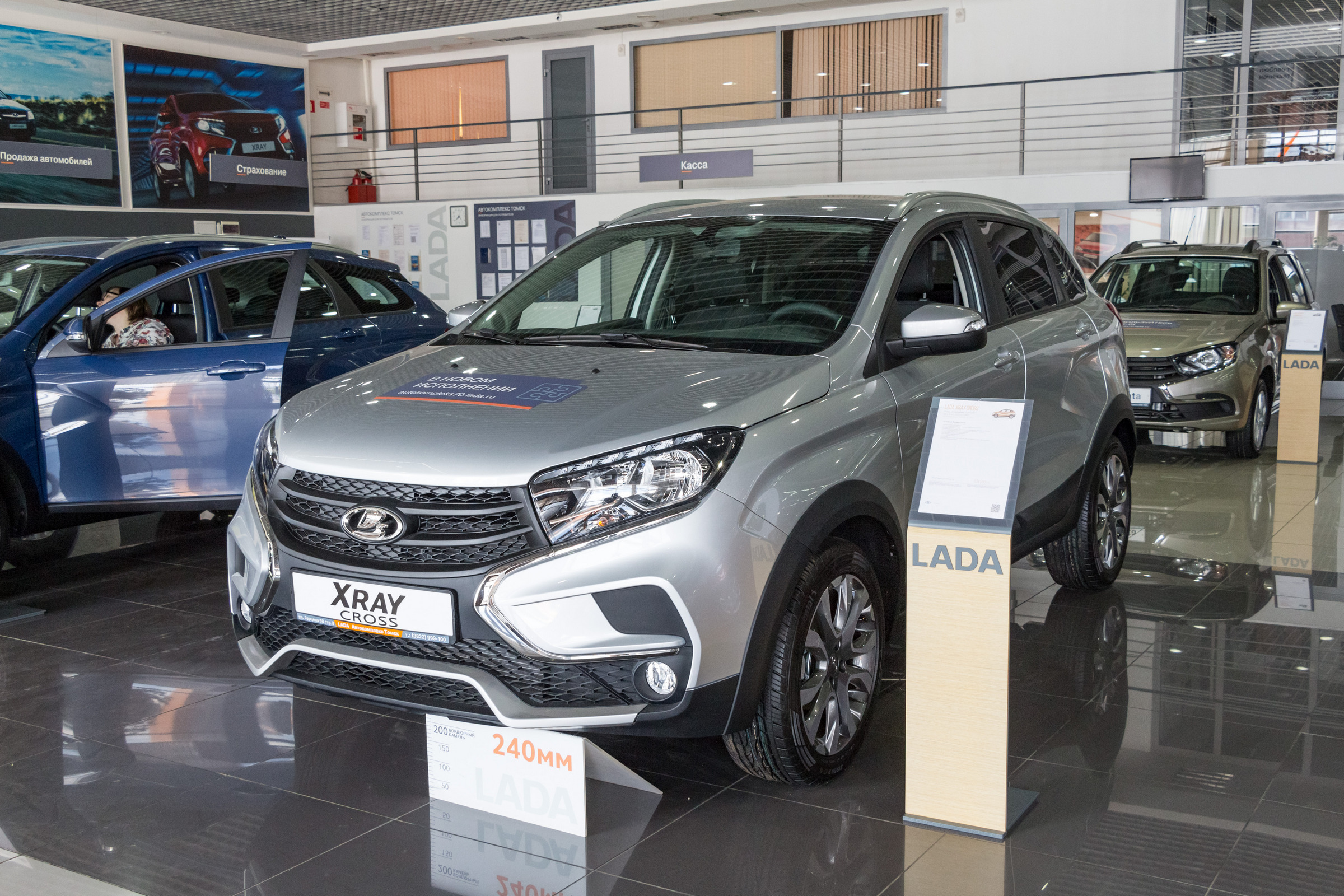
X-Ray versione Cross

Lunga 4,165 metri la X-Ray è stata disegnata da Steve Mattin. La principale caratteristica estetica è la griglia frontale a X in plastica nera che intercorre dalle estremità dei fanali fino alle prese d’aria nella parte bassa dei paraurti. La griglia viene caratterizzata dai bordi in plastica grigi o cromati. Il motivo a X è presente anche nella fiancata con due profonde nervature presenti tra i parafanghi e le portiere. Nella cosa i fanali disposti orizzontalmente risalgono lungo il lunotto mentre sul portellone è presente il nuovo logo Lada a caratteri cubitali. 
La versione Cross è leggermente più lunga (4,171 metri) e presenta un assetto rialzato da terra con paraurti anteriori e posteriori specifici con protezioni in plastica nera nella parte bassa, scudo paracolpi frontale, fascioni lungo la fiancata e scudo paracolpi posteriore. Le barre sul tetto a contrasto sono optional sui modelli base e di serie sugli allestimenti di punta.

## Meccanica
Il pianale di base è la piattaforma Dacia B0, comune ai modelli Sandero, Logan e Duster e adottata anche dalla sorella Vesta. La struttura è a trazione anteriore con motore in posizione trasversale, le sospensioni anteriori sono a geometria MacPherson con ruote indipendenti e barra stabilizzatrice mentre il retrotreno adotta le ruote interconnesse con ponte torcente e barra stabilizzatrice. Gli ammortizzatori sono a gas e l'impianto frenante sfrutta dei dischi auto ventilati all'avantreno e dei tamburi al retrotreno. I dispositivi di sicurezza di serie sono il sistema anti bloccaggio delle ruote motrici (ABS), il ripartitore di frenata (EBD), dispositivo di frenata assistita (BAS), airbag frontali con quello per il lato passeggero disattivabile. I modello di punta dispongono anche del controllo elettronico della stabilità (ESP) e della trazione (TCS) oltre ai fendinebbia.
Nella versione Cross sono presenti protezioni nel sottoscocca per l’uso fuoristradistico. La trazione integrale non è disponibile. 
La carrozzeria è realizzata in acciai alto resistenziali misti ad acciai classici a deformazione programmata, nelle portiere sono dotate di barre d'acciaio anti intrusione con rinforzi aggiuntivi.

## Motorizzazioni
| Modello                | Disponibilità | Motore                       | Cilindrata cm³ | Potenza        | Coppia max              | Emissioni CO2 (g/Km) | 0–100 km/h (secondi) | Velocità max (Km/h) | Consumo medio (Km/l) |
| 1.6 16V VAZ-21129      | dal debutto   | 4 cilindri in linea, Benzina | 1.596          | 78 kW (106 CV) | 148 N•m @4.200 giri/min | -                    | 11,4                 | 176                 | 13,9                 |
| 1.6 16V VAZ-21129      | dal debutto   | 4 cilindri in linea, Benzina | 1.596          | 78 kW (106 CV) | 148 N•m @4.200 giri/min | -                    | 11,7                 | 172                 | 14,3                 |
| 1.6 16V Renault H4M    | dal debutto   | 4 cilindri in linea, Benzina | 1.598          | 81 kW (110 CV) | 150 N•m @4.000 giri/min | -                    | 11,1                 | 181                 | 14,7                 |
| 1.8 16V VAZ-21179      | dal debutto   | 4 cilindri in linea, Benzina | 1.774          | 90 kW (122 CV) | 170 N•m @3.700 giri/min | -                    | 10,4                 | 185                 | 13,5                 |
| 1.8 16V VAZ-21179 auto | dal debutto   | 4 cilindri in linea, Benzina | 1.774          | 90 kW (122 CV) | 170 N•m @3.700 giri/min | -                    | 12,3                 | 186                 | 14,7                 |